# Борис Радунович
Борис Радунович (серб. Boris Radunović/Борис Радуновић, нар. 26 травня 1996, Белград) — сербський футболіст, воротар клубу «Кальярі». На умовах оренди грає за «Барі».

## Клубна кар'єра
Народився 26 травня 1996 року в місті Белград. Вихованець юнацької команди місцевого клубу «Рад», за головну команду якого дебютував у 16-річному віці і за яку протягом 2013—2015 років загалом виходив на поле 24 рази у різних турнірах.
2015 року за трансфер перспективного голкіпера близько 1 мільйона євро сплатила італійська «Аталанта». В сезоні 2015/16 серб дебютував за головну команду цього клубу в Серії A, утім згодом був відданий в оренду для здобуття ігрової практики до друголігового «Авелліно», після чого провів ще по одному сезону в інших командах Серії B — «Салернітані» і «Кремонезе».
Влітку 2019 року також на орендних умовах став гравцем «Верони», де був резервним голкіпером протягом сезону. За сезон 2020/21, проведений в «Аталанті», жодного разу не виходив на поле, після чого уклав контракт з «Кальярі».

## Виступи за збірні
2013 року дебютував у складі юнацької збірної Сербії (U-18), загалом на юнацькому рівні взяв участь у 5 іграх, пропустивши 2 голи.
Протягом 2015–2019 років залучався до складу молодіжної збірної Сербії. На молодіжному рівні зіграв у 17 офіційних матчах, пропустив 16 голів.

## Статистика виступів

### Клубна статистика
Станом на 26 серпня 2021 року
| Сезон                | Команда              | Чемпіонат            | Чемпіонат | Чемпіонат | Національні кубки | Національні кубки | Національні кубки | Єврокубки | Єврокубки | Єврокубки | Інші змагання | Інші змагання | Інші змагання | Разом | Разом | Разом |
| Сезон                | Команда              | Ліга                 | Ігри      | Голи      | Ліга              | Ігри              | Голи              | Ліга      | Ігри      | Голи      | Ліга          | Ігри          | Голи          | Ігри  | Голи  |       |
| -------------------- | -------------------- | -------------------- | --------- | --------- | ----------------- | ----------------- | ----------------- | --------- | --------- | --------- | ------------- | ------------- | ------------- | ----- | ----- | ----- |
| 2012-2013            | «Рад»                | СЛ                   | 1         | -1        | КС                | 0                 | 0                 | -         | -         | -         | -             | -             | -             | 1     | -1    |       |
| 2013-2014            | «Рад»                | СЛ                   | 0         | 0         | КС                | 0                 | 0                 | -         | -         | -         | -             | -             | -             | 0     | 0     |       |
| 2014-2015            | «Рад»                | СЛ                   | 21        | -21       | КС                | 3                 | -1                | -         | -         | -         | -             | -             | -             | 24    | -22   |       |
| Усього за «Рад»      | Усього за «Рад»      | Усього за «Рад»      | 22        | -22       |                   | 3                 | -1                |           | -         | -         |               | -             | -             | 25    | -23   |       |
| 2015-2016            | «Аталанта»           | A                    | 1         | -1        | КІ                | 0                 | 0                 | -         | -         | -         | -             | -             | -             | 1     | -1    |       |
| 2016-2017            | «Авелліно»           | B                    | 31        | -35       | КІ                | 0                 | 0                 | -         | -         | -         | -             | -             | -             | 31    | -35   |       |
| 2017-2018            | «Салернітана»        | B                    | 36        | -46       | КІ                | 0                 | 0                 | -         | -         | -         | -             | -             | -             | 36    | -46   |       |
| 2018-2019            | «Кремонезе»          | B                    | 9         | -8        | КІ                | 1                 | -3                | -         | -         | -         | -             | -             | -             | 10    | -11   |       |
| 2019-2020            | «Верона»             | A                    | 3         | -8        | КІ                | 0                 | 0                 | -         | -         | -         | -             | -             | -             | 3     | -8    |       |
| 2020–21              | «Аталанта»           | A                    | 0         | 0         | КІ                | 0                 | 0                 | ЛЧ        | 0         | 0         | -             | -             | -             | 0     | 0     |       |
| Усього за «Аталанту» | Усього за «Аталанту» | Усього за «Аталанту» | 1         | -1        |                   | 0                 | 0                 |           | 0         | 0         |               | -             | -             | 1     | -1    |       |
| 2021–22              | «Кальярі»            | A                    | 1         | -4        | КІ                | 0                 | 0                 | -         | -         | -         | -             | -             | -             | 1     | -4    |       |
| Усього за кар'єру    | Усього за кар'єру    | Усього за кар'єру    | 104       | -124      |                   | 4                 | -4                |           | -         | -         |               | -             | -             | 108   | -128  |       |